# 1970-ті в театрі
1970-ті роки в театрі

## Прем'єри
1970
- 5 травня —
  - «Маруся Богуславка» Михайла Старицького (реж. Дмитро Чайковський, Київський театр ім. Івана Франка)

1979
- 21 квітня —
  - «Найвища точка — кохання» Родіона Феденьова (реж. Едуард Митницький, Театр драми і комедії, м. Київ) — перша прем'єра новоствореного театру

## Персоналії

### Народилися
1971
- 22 жовтня —
  -  Віталій Лінецький (м. Івано-Франківськ) — український актор театру і кіно, заслужений артист України.

1972
- 20 серпня —
  -  Олександра Тарасова (м. Харків) — солістка Національної опери України, волонтерка

1977
- 22 серпня —
  -  Оксана Дмітрієва (м. Краматорськ) — українська режисерка театру ляльок, головна режисерка Харківського театру ляльок, акторка, драматургиня-інсценувальниця, театрознавиця, художниця-фотографка, художниця-графікеса. Заслужена артистка АР Крим (2006)

1978
- 6 квітня —
  -  Максим Голенко (м. Миколаїв) — український режисер театру і кіно, головний режисер незалежного «Дикого театру»[1]

### Померли
1973
- 30 листопада —
  -  Антоніна Мацкевич (65) — організаторка та перша головна режисерка Львівського театру ляльок, театральна критикиня

1976
- 27 червня —
  -  Варвара Чайка (справжнє прізвище — Рубашка) (78) — українська акторка театру і кіно, заслужена артистка Української РСР[2]